# Leichtathletik-Weltmeisterschaften 2022/Teilnehmer (Japan)
| Goldmedaillen | Silbermedaillen | Bronzemedaillen |
| ------------- | --------------- | --------------- |
| 1             | 2               | 1               |

Der Leichtathletikverband von Japan nahm an den Leichtathletik-Weltmeisterschaften 2022 in Eugene teil. 68 Athletinnen und Athleten wurden vom japanischen Verband nominiert.

## Medaillengewinnerinnen und -gewinner
| Medaille | Athletin            | Disziplin   |
| -------- | ------------------- | ----------- |
| Gold     | Toshikazu Yamanishi | 20 km Gehen |
| Silber   | Kōki Ikeda          | 20 km Gehen |
| Silber   | Masatora Kawano     | 35 km Gehen |
| Bronze   | Haruka Kitaguchi    | Speerwurf   |

## Ergebnisse

### Männer

#### Laufdisziplinen
| Athlet | Disziplin        | Vorlauf        | Vorlauf | Halbfinale | Halbfinale | Finale         | Finale |
| Athlet | Disziplin        | Zeit           | Platz   | Zeit       | Platz      | Zeit           | Platz  |
| --- | ---------------- | -------------- | ------- | ---------- | ---------- | -------------- | ------ |
| Ryuichiro Sakai                                                                                              | 100 m            | 10,12 s        | 20      | 10,23 s    | 21         | DNQ            | DNQ    |
| Abdul Hakim Sani Brown                                                                                       | 100 m            | 09,98 s SB     | 06      | 10,05 s    | 07         | 10,06 s        | 07     |
| Shōta Iizuka                                                                                                 | 200 m            | 20,72 s        | 33      | 20,77 s    | 22         | DNQ            | DNQ    |
| Yūki Koike                                                                                                   | 200 m            | DNS            | DNS     | DNQ        | DNQ        | –              | –      |
| Koki Ueyama                                                                                                  | 200 m            | 20,26 s PB     | 10      | 20,48 s    | 17         | DNQ            | DNQ    |
| Julian Walsh                                                                                                 | 400 m            | 45,90 s        | 19      | 45,75 s    | 18         | DNQ            | DNQ    |
| Kaitō Kawabata                                                                                               | 400 m            | 46,34 s        | 27      | DNQ        | DNQ        | –              | –      |
| Fuga Sato | 400 m            | 45,88 s        | 18      | 45,71 s    | 17         | DNQ            | DNQ    |
| Hyūga Endō                                                                                                   | 5000 m           | 13:47,07 min   | 31      | DNQ        | DNQ        | –              | –      |
| Tatsuhiko Itō                                                                                                | 10.000 m         |                |         |            |            | 28:57,85 min   | 22     |
| Ren Tazawa                                                                                                   | 10.000 m         |                |         |            |            | 28:24,25 min   | 20     |
| Gaku Hoshi                                                                                                   | Marathon         |                |         |            |            | 2:13:44 h      | 38     |
| Yūsuke Nishiyama                                                                                             | Marathon         |                |         |            |            | 2:08:35 h      | 13     |
| Kengo Suzuki                                                                                                 | Marathon         |                |         |            |            | DNS            | DNS    |
| Shunsuke Izumiya                                                                                             | 110 m Hürden     | 13,56 s        | 22      | 13,42 s    | 14         | DNQ            | DNQ    |
| Shuhei Ishikawa                                                                                              | 110 m Hürden     | 13,53 s        | 20      | 13,68 s    | 24         | DNQ            | DNQ    |
| Rachid Muratake                                                                                              | 110 m Hürden     | 13,73 s        | 30      | DNQ        | DNQ        | –              | –      |
| Takayuki Kishimoto                                                                                           | 400 m Hürden     | 50,66 s        | 29      | DNQ        | DNQ        | –              | –      |
| Kazuki Kurokawa                                                                                              | 400 m Hürden     | 50,02 s        | 21      | 49,69 s    | 16         | DNQ            | DNQ    |
| Ryōma Aoki                                                                                                   | 3000 m Hindernis | 8:33,89 min    | 33      |            |            | DNQ            | DNQ    |
| Ryūji Miura                                                                                                  | 3000 m Hindernis | 8:21,80 min    | 16      |            |            | DNQ            | DNQ    |
| Kōsei Yamaguchi                                                                                              | 3000 m Hindernis | 8:30,92 min    | 28      |            |            | DNQ            | DNQ    |
| Toshikazu Yamanishi                                                                                          | 20 km Gehen      |                |         |            |            | 1:19:07 h SB   | Gold   |
| Kōki Ikeda                                                                                                   | 20 km Gehen      |                |         |            |            | 1:19:14 h      | Silber |
| Hiroto Jusho                                                                                                 | 20 km Gehen      |                |         |            |            | 1:20:39 h      | 08     |
| Eiki Takahashi                                                                                               | 20 km Gehen      |                |         |            |            | 1:26:46 h      | 29     |
| Masatora Kawano                                                                                              | 35 km Gehen      |                |         |            |            | 2:23:15 h      | Silber |
| Tomohiro Noda                                                                                                | 35 km Gehen      |                |         |            |            | 2:25:29 h      | 09     |
| Daisuke Matsunaga                                                                                            | 35 km Gehen      |                |         |            |            | 2:33:56 h      | 26     |
| Ryuichiro Sakai Ryōta Suzuki Koki Ueyama Hiroki Yanagita nicht im Einsatz: Yūki Koike Abdul Hakim Sani Brown | 4 × 100 m        | DQ             | DQ      |            |            | DNQ            | DNQ    |
| Fuga Sato Kaitō Kawabata Julian Walsh Yuki Joseph Nakajima nicht im Einsatz: Ryuki Iwasaki Mitsuki Kawauchi  | 4 × 400 m        | 3:01,53 min SB | 02      |            |            | 2:59,51 min AR | 04     |

#### Sprung/Wurf
| Athlet           | Disziplin      | Qualifikation | Qualifikation | Finale     | Finale |
| Athlet           | Disziplin      | Weite/Höhe    | Platz         | Weite/Höhe | Platz  |
| ---------------- | -------------- | ------------- | ------------- | ---------- | ------ |
| Ryōichi Akamatsu | Hochsprung     | 2,21 m        | 19            | DNQ        | DNQ    |
| Tomohiro Shinno  | Hochsprung     | 2,28 m        | 06            | 2,27 m     | 08     |
| Seito Yamamoto   | Stabhochsprung | 5,65 m        | 15            | DNQ        | DNQ    |
| Yūki Hashioka    | Weitsprung     | 8,18 m        | 01            | 7,86 m     | 10     |
| Natsuki Yamakawa | Weitsprung     | 7,75 m        | 21            | DNQ        | DNQ    |
| Genki Dean       | Speerwurf      | 82,34 m SB    | 07            | 80,69 m    | 09     |
| Kenji Ogura      | Speerwurf      | 78,48 m       | 19            | DNQ        | DNQ    |

### Frauen

#### Laufdisziplinen
| Athletin                                                                            | Disziplin        | Vorlauf         | Vorlauf | Halbfinale  | Halbfinale | Finale          | Finale |
| Athletin                                                                            | Disziplin        | Zeit            | Platz   | Zeit        | Platz      | Zeit            | Platz  |
| ----------------------------------------------------------------------------------- | ---------------- | --------------- | ------- | ----------- | ---------- | --------------- | ------ |
| Nozomi Tanaka                                                                       | 800 m            | 2:03,56 min     | 38      | DNQ         | DNQ        | –               | –      |
| Nozomi Tanaka                                                                       | 1500 m           | 4:05,30 min SB  | 05      | 4:05,79 min | 15         | DNQ             | DNQ    |
| Ran Urabe                                                                           | 1500 m           | 4:14,82 min     | 40      | DNQ         | DNQ        | –               | –      |
| Nozomi Tanaka                                                                       | 5000 m           | 15:00,21 min SB | 14      |             |            | 15:19,35 min    | 12     |
| Kaede Hagitani                                                                      | 5000 m           | 15:53,39 min    | 30      |             |            | DNQ             | DNQ    |
| Ririka Hironaka                                                                     | 5000 m           | 15:02,03 min SB | 16      |             |            | DNQ             | DNQ    |
| Ririka Hironaka                                                                     | 10.000 m         |                 |         |             |            | 30:39,71 min PB | 12     |
| Rino Goshima                                                                        | 10.000 m         |                 |         |             |            | 32:08,68 min    | 19     |
| Narumi Kobayashi                                                                    | 10.000 m         |                 |         |             |            | DNS             | DNS    |
| Hitomi Niiya                                                                        | Marathon         |                 |         |             |            | DNS             | DNS    |
| Mao Ichiyama                                                                        | Marathon         |                 |         |             |            | DNS             | DNS    |
| Mizuki Matsuda                                                                      | Marathon         |                 |         |             |            | 2:23:49 h       | 09     |
| Masumi Aoki                                                                         | 100 m Hürden     | 13,12 s         | 22      | 13,04 s     | 21         | DNQ             | DNQ    |
| Mako Fukube                                                                         | 100 m Hürden     | 12,96 s         | 15      | 12,82 s     | 16         | DNQ             | DNQ    |
| Reimi Yoshimura                                                                     | 3000 m Hindernis | 09:58,07 min    | 40      |             |            | DNQ             | DNQ    |
| Yuno Yamanaka                                                                       | 3000 m Hindernis | 10:18,18 min    | 42      |             |            | DNQ             | DNQ    |
| Nanako Fujii                                                                        | 20 km Gehen      |                 |         |             |            | 1:29:01 h SB    | 06     |
| Kumiko Okada                                                                        | 20 km Gehen      |                 |         |             |            | 1:31:53 h       | 14     |
| Serena Sonoda                                                                       | 35 km Gehen      |                 |         |             |            | 2:45:09 h PB    | 09     |
| Masumi Aoki Arisa Kimishima Mei Kodama Midori Mikase nicht im Einsatz: Hanae Aoyama | 4 × 100 m        | 43,33 s NR      | 12      |             |            | DNQ             | DNQ    |

#### Sprung/Wurf
| Athletin         | Disziplin  | Qualifikation | Qualifikation | Finale     | Finale |
| Athletin         | Disziplin  | Weite/Höhe    | Platz         | Weite/Höhe | Platz  |
| ---------------- | ---------- | ------------- | ------------- | ---------- | ------ |
| Sumire Hata      | Weitsprung | 6,39 m        | 20            | DNQ        | DNQ    |
| Haruka Kitaguchi | Speerwurf  | 64,32 m       | 01            | 63,27 m    | Bronze |
| Sae Takemoto     | Speerwurf  | 59,15 m       | 11            | 57,93 m    | 11     |
| Momone Ueda      | Speerwurf  | 50,70 m       | 27            | DNQ        | DNQ    |

### Mixed
| Athletin/Athlet | Disziplin | Vorlauf        | Vorlauf | Finale | Finale |
| Athletin/Athlet | Disziplin | Zeit           | Platz   | Zeit   | Platz  |
| --- | --------- | -------------- | ------- | ------ | ------ |
| Yuki Joseph Nakajima (m) Nanako Matsumoto (w) Ryuki Iwasaki (m) Mayu Kobayashi nicht im Einsatz: Mitsuki Kawauchi (m) Haruna Kuboyama (w) | 4 × 400 m | 3:17,31 min SB | 13      | DNQ    | DNQ    |